# Чемпионат Гватемалы по футболу
Национальная футбольная лига Гватемалы (исп. Liga Nacional de Fútbol de Guatemala) — высший дивизион гватемальского футбола. По результатам соревнования определяется чемпион страны и представители Гватемалы в Кубке чемпионов КОНКАКАФ и Центральноамериканском кубке КОНКАКАФ. Организаторами чемпионата выступает Национальная федерация футбола Гватемалы.

## Список чемпионов
- 1942/43 — Мунисипаль
- 1943 — Типография Насьональ
- 1944/45 — Типография Насьональ
- 1947 — Мунисипаль
- 1948/50 — не проводился
- 1950/51 — Мунисипаль
- 1952/53 — Типография Насьональ
- 1954/55 — Мунисипаль
- 1956 — Комуникасьонес
- 1957/58 — Комуникасьонес
- 1959/60 — Комуникасьонес
- 1961/62 — Шелаху Марио Кампосеко
- 1963/64 — Мунисипаль
- 1964 — Аурора
- 1965/66 — Мунисипаль
- 1966 — Аурора
- 1967/68 — Аурора
- 1968/69 — Комуникасьонес
- 1969/70 — Мунисипаль
- 1970/71 — Комуникасьонес
- 1971 — Комуникасьонес
- 1972 — Комуникасьонес
- 1973 — Мунисипаль
- 1974 — Мунисипаль
- 1975 — Аурора
- 1976 — Мунисипаль
- 1977 — Комуникасьонес
- 1978 — Аурора
- 1979/80 — Комуникасьонес
- 1980 — Шелаху Марио Кампосеко
- 1981 — Комуникасьонес
- 1982 — Комуникасьонес
- 1983 — Депортиво Сучитепекес
- 1984 — Аурора
- 1985/86 — Комуникасьонес
- 1986 — Аурора
- 1987 — Мунисипаль
- 1988/89 — Мунисипаль
- 1989/90 — Мунисипаль
- 1990/91 — Комуникасьонес
- 1991/92 — Мунисипаль
- 1992/93 — Аурора
- 1993/94 — Мунисипаль
- 1994/95 — Коммуникасьонес
- 1995/96 — Шелаху Марио Кампосеко
- 1996/97 — Комуникасьонес
- 1997/98 — Комуникасьонес
- 1998/99 — Комуникасьонес
- Апертура 1999 — Комуникасьонес
- Клаусура 2000 — Мунисипаль
- Апертура 2000 — Мунисипаль
- Клаусура 2001 — Комуникасьонес
- Реорденамьенто 2001 — Мунисипаль
- Клаусура 2002 — Мунисипаль
- Апертура 2002 — Комуникасьонес
- Клаусура 2003 — Комуникасьонес
- Апертура 2003 — Мунисипаль
- Клаусура 2004 — Кобан Имперьяль
- Апертура 2004 — Мунисипаль
- Клаусура 2005 — Мунисипаль
- Апертура 2005 — Мунисипаль
- Клаусура 2006 — Мунисипаль
- Апертура 2006 — Мунисипаль
- Клаусура 2007 — Шелаху Марио Кампосеко
- Апертура 2007 — Депортиво Халапа
- Клаусура 2008 — Мунисипаль
- Апертура 2008 — Комуникасьонес
- Клаусура 2009 — Депортиво Халапа
- Апертура 2009 — Мунисипаль
- Клаусура 2010 — Мунисипаль
- Апертура 2010 — Комуникасьонес
- Клаусура 2011 — Комуникасьонес
- Апертура 2011 — Мунисипаль
- Клаусура 2012 — Шелаху Марио Кампосеко
- Апертура 2012 — Комуникасьонес
- Клаусура 2013 — Комуникасьонес
- Апертура 2013 — Комуникасьонес
- Клаусура 2014 — Комуникасьонес
- Апертура 2014 — Комуникасьонес
- Клаусура 2015 — Комуникасьонес
- Апертура 2015 — Антигуа-Гуатемала
- Клаусура 2016 — Депортиво Сучитепекес
- Апертура 2016 — Антигуа-Гуатемала
- Клаусура 2017 — Мунисипаль
- Апертура 2017 — Антигуа-Гуатемала
- Клаусура 2018 — Гуастатоя
- Апертура 2018 — Гуастатоя
- Клаусура 2019 — Антигуа-Гуатемала
- Апертура 2019 — Мунисипаль
- Клаусура 2020 — не завершён
- Апертура 2020 — Гуастатоя
- Клаусура 2021 — Санта-Лусия
- Апертура 2021 — Депортиво Малакатеко
- Клаусура 2022 — Комуникасьонес
- Апертура 2022 — Кобан Имперьяль
- Клаусура 2023 — Шелаху Марио Кампосеко
- Апертура 2023 — Комуникасьонес

## Титулы
- Комуникасьонес (Гватемала) — 32
- Мунисипаль (Гватемала) — 31
- Аурора (Гватемала) — 8
- Шелаху Марио Кампосеко (Кесальтенанго) — 6
- Антигуа-Гуатемала (Антигуа-Гуатемала) — 4
- Гуастатоя (Гуастатоя) — 3
- Типография Насьональ (Гватемала) — 3
- Депортиво Сучитепекес (Масатенанго) — 2
- Депортиво Халапа (Халапа) — 2
- Кобан Имперьяль (Кобан) — 2
- Санта-Лусия (Санта-Лусия-Коцумальгуапа) — 1
- Депортиво Малакатеко (Малакатан) — 1